# Maria Wysłouchowa
Maria Wysłouch z domu Bouffał (Maria Wysłouchowa; ur. w 1858, zm. 20 marca 1905 we Lwowie) – polska nauczycielka, działaczka oświatowa i społeczna, wydawczyni broszur i czasopism dla kobiet wiejskich. Współorganizowała ruch ludowy w Galicji. Jej mężem był Bolesław Wysłouch.

## Życiorys

### Młodość i studia
Pochodziła ze zubożałej szlachty, jej rodzicom skonfiskowano majątek za udział ojca Marii w powstaniu styczniowym. Po jego śmierci matka wraz z całą rodziną przeniosła się do Witebska, a następnie do Pskowa. Po osiągnięciu pełnoletniości wyjechała do Petersburga i tam rozpoczęła naukę na „wyższych kursach dla kobiet”. Po ich ukończeniu przeprowadziła się do Warszawy i podjęła pracę jako nauczycielka. Bywając w czytelni dla kobiet, poznała Kasyldę Kulikowską, z którą współtworzyła tajne Kobiece Koło Oświaty Ludowej. Celem Koła była edukacja kobiet wiejskich oraz pomoc w zakładaniu źródeł dochodu, to znaczy sklepów i gospód.

### Zaangażowanie w ruchu ludowym
Po ślubie z Bolesławem Wysłouchem przeniosła się do Lwowa, gdzie – wraz z mężem – poświęciła się tworzeniu niezależnego stronnictwa chłopskiego. Od kwietnia 1889 oboje rozpoczęli wydawanie dwutygodnika „Przyjaciel Ludu”. 21 maja 1890 Wysłouchowie stworzyli Towarzystwo Przyjaciół Oświaty, które rozpoczęło organizowanie czytelni wiejskich, wykładów i pogadanek oraz rozprowadzanie broszur o charakterze oświatowym. W latach 1882–1899 powstało na wsiach około 300 bibliotek i 100 czytelni.

### Zaangażowanie w ruchu emancypacyjnym
Równolegle Maria Wysłouchowa angażowała się w pierwsze ruchy emancypacyjne; wraz ze Stefanią Wekslerową założyła czytelnię dla kobiet. Z jej inicjatywy w 1886 powstało we Lwowie Towarzystwo Oszczędnościowe Kobiet, z którego część funduszy przekazywano dla poszkodowanym w powodziach mieszkańcom wsi. W 1892, razem z Antoniną Machczyńską i Stefanią Wekslerową, założyła Stowarzyszenie Nauczycielek, które walczyło o równe prawa pracy i płacy dla kobiet uczących na wsi. 27 sierpnia 1894 odbył się we Lwowie Wielki Wiec Włościański, podczas którego Bolesław Wysłouch był jednym z inicjatorów powstania Stronnictwa Ludowego. Maria była autorką wielu wygłaszanych przez niego przemówień, ulotek i materiałów propagandowych.
Po śmierci Kasyldy Kulikowskiej Wysłouchowa założyła fundusz jej mienia, którego celem było publikowanie broszur edukacyjnych przeznaczonych dla kobiet wiejskich. Była jedną z inicjatorek zjazdu kobiet, który odbył się 15 sierpnia 1899 w Zakopanem. Po odczytach na temat życia kobiet na wsi postanowiła, aby celem funduszu im. Kulikowskiej było wydawanie miesięcznika dla kobiet wiejskich „Przodownica”; jego pierwszy numer ukazał się 1 grudnia 1899. Redakcję, poza Marią, tworzyły Maria Siedlecka i Gabriela Balicka. Brak zgodności w kwestiach treści czasopisma spowodował, że Wysłouchowa po czterech miesiącach zrezygnowała z pracy w redakcji. Postanowiła stworzyć gazetę o treściach edukacyjnych, którą nazwała „Zorza”. Po trzech latach postępująca choroba serca zmusiła Marię do zaprzestania pracy redakcyjnej.
Mało znanym faktem jest praca Marii jako tłumaczki z serbskiego, czeskiego, słoweńskiego i rosyjskiego na polski.
Została pochowana na Cmentarzu Łyczakowskim we Lwowie.